# Чемпионат мира по стрельбе 1905
Чемпионат мира по стрельбе 1905 года прошёл в Брюсселе (Бельгия).

## Общий медальный зачёт
| Место | Страна     | Золото | Серебро | Бронза | Всего |
| ----- | ---------- | ------ | ------- | ------ | ----- |
| 1     | Бельгия    | 5      | 4       | 3      | 12    |
| 2     | Швейцария  | 2      | 2       | 1      | 5     |
| 3     | Нидерланды | 0      | 1       | 0      | 1     |
| 4     | Франция    | 0      | 0       | 3      | 3     |

## Медалисты

### Винтовка
| Дисциплина                                    | Золото                                                                             | Серебро                                                                                             | Бронза                                                                         |
| --------------------------------------------- | ---------------------------------------------------------------------------------- | --------------------------------------------------------------------------------------------------- | ------------------------------------------------------------------------------ |
| Винтовка с трёх позиций, 300 метров           | Шарль Помье дю Верже                                                               | Конрад Штеели                                                                                       | Луи Ришарде                                                                    |
| Винтовка лёжа, 300 метров                     | Шарль Помье дю Верже                                                               | Эйлике Вюрман                                                                                       | Эжен Бальм                                                                     |
| Винтовка с колена, 300 метров                 | Луи Ришарде                                                                        | Эдуар Миен                                                                                          | Шарль Помье дю Верже                                                           |
| Винтовка стоя, 300 метров                     | Пауль ван Асбрук                                                                   | Шарль Помье дю Верже                                                                                | Ван ден Бранден                                                                |
| Винтовка с трёх позиций, 300 метров (команды) | Швейцария · Альфред Грюттер · Франсуа Жак · Жан Райх · Конрад Штеели · Луи Ришарде | Бельгия · Пауль ван Асбрук · Шарль Помье дю Верже · Эдуар Миен · Франсуа Ришёвель · Ван ден Бранден | Франция · Эжен Бальм · Альбер Куркен · Ахилл Парош · Жан Фуконье · Морис Лекок |

### Пистолет
| Дисциплина                                 | Золото                                                                                               | Серебро                                                                            | Бронза                                                                            |
| ------------------------------------------ | --- | ---------------------------------------------------------------------------------- | --------------------------------------------------------------------------------- |
| Произвольный пистолет, 50 метров           | Жюльен ван Асбрук                                                                                    | Пауль ван Асбрук                                                                   | Шарль Помье дю Верже                                                              |
| Произвольный пистолет, 50 метров (команды) | Бельгия · Пауль ван Асбрук · Шарль Помье дю Верже · Жюльен ван Асбрук · Рене Энглебер · Виктор Робер | Швейцария · Матиас Брюннер · Франсуа Жак · Карл Хесс · Конрад Штеели · Луи Ришарде | Франция · Андре Барбийа · Андре де Кастельбажак · Лувье · Жан Депасси · Леон Моро |